# Benningtontriangeln
Benningtontriangeln, vardaglig benämning på området kring Glastenbury Mountain vid Bennington i sydvästra Vermont i USA. Några personer uppger att det här området är en sorts "fönsterområde" för paranormala fenomen.

## Benningtontriangeln
New Englandförfattaren Joseph A. Citro myntade begreppet "Benningtontriangeln" i en offentlig radiosändning år 1992. Detta gjorde han för att beteckna ett område i sydvästra Vermont där talrika personer försvann mellan åren 1920 och 1950. Detta populariserades ytterligare i två böcker där han ägnade flera kapitel åt att avhandla de här försvinnandena och olika inslag av folktro som anknyter till platsen. Exakt vilket område som ingår i den här hypotetiska "mysterietriangeln" är oklart, men det uppges vara centrerat kring berget Glastenbury Mountain, inklusive de direkt omgivande områdena, i synnerhet Bennington, Woodford, Shaftsbury och Somerset. Både Glastenbury och dess intilliggande distrikt, Somerset, var en gång i tiden måttligt frodande skogsavverknings- och industriorter. Mot slutet av 1800-talet började det avta och nu är de i huvudsak spökstäder.
Enligt Citros böcker berättades det om märkliga händelser i Glastenbury och omgivande områden redan många år innan de försvinnanden som skedde på 1940-talet. Det verkar även som om andra källor bekräftar att sådant folkminne existerade så tidigt som på det sena 1800-talet och måhända till och med ännu tidigare. Det här inkluderar den lokala folktron att amerikanska urinvånare betraktade Glastenbury som om det vilade en "förbannelse" över den och undvek den. Likaså ingår berättelser om håriga "vildmän" och andra konstiga odjur i skogarna.

## Försvinnanden
Det är absolut säkert att minst fem personer i området försvann, några av dem på själva Glastenbury Mountain, mellan åren 1945 och 1950. Människorna var 74-årige Middie Rivers, 68-årige James Tedford, 8-årige Paul Jepson, 18-åriga Paula Welden och 53-åriga Frieda Langer. Av dessa personer återfanns kvarlevorna av endast Frieda Langer.
De flesta källor inom det här ämnet uppfattar omständigheterna som mystiska. Frieda Langers kropp hittades på en plats med högt gräs vilket hade genomsökts ett flertal gånger de sju månaderna mellan hennes försvinnande och upptäckten av liket, vilket gör det högst osannolikt att sökgrupperna helt enkelt inte hade sett henne. Det var åtskilliga märkliga omständigheter som omgav dessa försvinnanden. 
Middie Rivers levde i regionen hela sitt liv och umgicks med andra personer. Han gick lite i förväg och därefter var det ingen som någonsin såg honom igen. 
Paula Welden försvann när hon gav sig ut på vad som var tänkt som en fotvandring. 
Jim Tedford befann sig på en buss. Ingen såg honom gå av. Han var bara borta. Tedfords försvinnande ägde också rum på den tredje årsdagen av Paula Weldens försvinnande. 
Frieda Langer var en erfaren skogsarbetare och vapenhanterare. Hon var också med en vän vid tidpunkten hon försvann. Efter att hon hade fallit i en flod gick hon för att byta kläder, men hon kom aldrig tillbaka. 
Frances Christman försvann under en fotvandring på väg till sin väns hus. 
Några källor inkluderar även påstådda exempel på försvinnanden av Melvin Hills år 1942 och "tre jägare" år 1948, men kunskapen om de här fallen är begränsad. 
På grund av den stora spännvidden i ålder hos de saknade personerna är möjligheten att de skulle ha fallit offer för en seriemördare inte särskilt trolig.[källa behövs] Då det inte finns någon vardaglig förklaring till händelserna tror många personer att det rör sig om något paranormalt, till exempel bortförande av UFO-passagerare eller attack av "Benningtonmonstret".
Området har diskuterats i litteratur och populärverk med paranormalt tema åtminstone sedan 1957. Området diskuterades även i TV-programmet Weird or What? på Discovery Channel 2012.